# Circuit magnètic
Un circuit magnètic és un camí tancat pel qual passa el flux magnètic, generalment és determinat per elements magnètics com imants, materials ferromagnètics i electroimants, però pot contenir espais ocupats per aire o d'altres materials.
Alguns exemples de circuits magnètics són:
- Imant de ferradura amb armadura de ferro (circuit de baixa reluctància)
- Imant de ferradura sense armadura (circuit d'alta reluctància)
- Motor elèctric (circuit de reluctància variable)

## Lleis dels circuits magnètics
Si Φ és el flux magnètic d'un circuit, expressat en webers; F és la força magnetomotriu (fmm) aplicada al circuit, expressada en ampere espira; i R és la reluctància del circuit, expressada en amperes espires per weber, aplicant la llei d'Ampère tenim que:
{\displaystyle \Phi ={\frac {F}{R}}}
Això és anàleg a la llei d'Ohm en els circuits elèctrics, on el corrent és igual al voltatge o força electromotriu dividit per la resistència del circuit. Aquí el flux magnètic, la força magnetomotriu i la reluctància són anàlegs respectivament al corrent, força electromotriu i resistència.
Si A és l'àrea, μ és la permeabilitat del material, i l és la longitud:
{\displaystyle R={\frac {l}{\mu A}}}
Això és similar a l'equació de la resistència elèctrica del materials. Formes geomètriques llargues i primes amb petites permeabilitats porten a una alta reluctància. La baixa reluctància és generalment la preferida, de la mateixa manera que en els circuits elèctrics es prefereix la baixa resistència.
El circuits magnètics també obeeixen altres lleis que són similars a les dels circuits elèctrics. Per exemple, la reluctància total {\displaystyle R_{T}} d'un conjunt de reluctàncies {\displaystyle R_{1},R_{2}}... en sèrie és:
{\displaystyle R_{T}=R_{1}+R_{2}+...\,}
El que segueix la llei d'Ampère i és anàleg a la llei de les malles de Kirchhoff pel que fa a les resistències en sèrie.
D'altra banda, la suma del flux magnètic {\displaystyle \Phi _{1},\Phi _{2}...} a cada node és sempre zero:
{\displaystyle \Phi _{1}+\Phi _{2}+...=0\,}.
Això és equivalent a la llei de Gauss i és anàleg a la llei dels nodes de Kirchhoff pel que fa a l'anàlisi de circuits.
Les tres lleis citades formen un sistema complet per a l'anàlisi dels circuits magnètics, de manera similar als circuits elèctrics. Comparant els dos tipus de circuits podem veure que:
- L'equivalent de la resistència R és la reluctància Rm

- L'equivalent del corrent (o intensitat del corrent) I és el flux magnètic Φ

- L'equivalent del voltatge V és la força magnetomotriu F